# Kali Linux
Kali Linux — GNU/Linux-LiveCD, возникший как результат слияния WHAX и Auditor Security Collection. Проект создали Мати Ахарони (Mati Aharoni) и Макс Мозер (Max Moser). Предназначен прежде всего для проведения тестов на безопасность. Наследник развивавшегося до 2013 года на базе Knoppix дистрибутива BackTrack.
Популярность Kali Linux выросла после показа в нескольких эпизодах сериала Mr. Robot. Инструменты, показанные в фильме, включают Bluesniff, Bluetooth Scanner (btscanner), John the Ripper, Metasploit Framework, nmap, Shellshock и wget.

## Разработка
Kali Linux имеет более 600 предустановленных программ тестирования проникновения, в том числе Armitage (графический инструмент управления кибератакой), nmap (сканер портов), Wireshark (анализатор трафика), взломщик паролей John the Ripper, Aircrack-ng (программный пакет для тестирования беспроводных локальных сетей), Burp Suite и сканер безопасности веб-приложений OWASP ZAP. Kali Linux может запускаться изначально при установке на жёсткий диск компьютера, может быть загружена с живого компакт-диска или с Live USB или может работать на виртуальной машине. Это поддерживаемая платформа Metasploit Framework Metasploit Project, инструмента для разработки и выполнения эксплойтов безопасности.
Дистрибутив был разработан Мати Ахарони и Девон Кеарнсом, сотрудниками Offensive Security, посредством переделывания BackTrack — их предыдущего Linux-дистрибутива для проверки безопасности, основанного на Knoppix. Третий основной разработчик Рафаэль Херцог присоединился к команде как эксперт Debian.
Kali Linux основан на Debian testing. Большинство пакетов Kali импортируются из репозиториев Debian.
Kali Linux разработан с использованием безопасной среды с небольшим количеством доверенных лиц, которым разрешено собирать пакеты, причём каждый пакет подписывается разработчиком. В ядро Kali встроена поддержка инъекции пакетов для беспроводных сетей 802.11. Она была в основном добавлена, потому что команда разработчиков обнаружила, что им необходимо провести множество беспроводных тестов.

## Требования к оборудованию (минимальные)
- Более 1 ГБ ОЗУ, рекомендуется 2 и более ГБ;
- Жёсткий диск 20 и более ГБ[16].

## Поддерживаемые платформы
Kali Linux распространяется в 32-битных и 64-битных образах для использования на хостах на основе набора команд x86 и в качестве образа для архитектуры ARM для использования на Beagle board и на Chromebook от AMD.
Разработчики Kali Linux стремятся сделать Kali Linux доступным для ещё большего количества устройств с архитектурой ARM.
Kali Linux уже доступен для BeagleBone Black, HP Chromebook, CubieBoard 2, CuBox, CuBox-i, Raspberry Pi, EfikaMX, Odroid U2, Odroid XU, Odroid XU3, Samsung Chromebook, Utilite Pro, Galaxy Note 10.1 и SS808.
С появлением Kali NetHunter, Kali Linux также официально доступен на смартфонах, таких как Nexus 5, Nexus 6, Nexus 7, Nexus 9, Nexus 10, OnePlus One и других.
Kali Linux доступен в Windows 10, поверх Windows Subsystem for Linux (WSL). Официальный дистрибутив Kali для Windows можно загрузить из Microsoft Store.

## Особенности
С версии 2019.4 (ноябрь 2019 года) рабочий стол по умолчанию переведён с GNOME на Xfce, при этом версия GNOME по-прежнему доступна.
Kali Linux имеет выделенный проект, предназначенный для совместимости и портирования на определённые Android-устройства под названием Kali Linux NetHunter.
Это первая платформа тестирования проникновения на платформе открытого исходного кода для устройств Nexus, созданная в качестве совместного усилия между членом сообщества Kali «BinkyBear» и «Offensive Security». Он поддерживает установку беспроводной кадр 802.11, однонаправленную настройку точки доступа MANA Evil, клавиатуру HID (такие, как атаки типа Teensy), а также атаки Bad USB MITM.
BackTrack (предшественник Kali) включал в себя режим, известный как «криминалистический режим», который был перенесен на Kali через LiveBoot. Этот режим очень популярен по многим причинам, отчасти потому, что у многих пользователей Kali уже есть загрузочный USB-накопитель Kali или CD, и этот вариант упрощает применение Kali к судебной работе. При загрузке в «криминалистическом режиме» система не касается внутреннего жёсткого диска или места подкачки, и автоматическая установка отключена. Тем не менее разработчики рекомендуют, чтобы пользователи тщательно тестировали эти функции, прежде чем использовать Kali в «криминалистическом режиме».

## Инструменты
Kali Linux включает инструменты безопасности, такие как:
- Aircrack-ng
- Burp Suite
- Cisco Global Exploiter
- Ettercap
- John the Ripper
- Kismet
- Maltego
- Metasploit
- nmap
- ClamAV
- rkhunter
- chkrootkit
- lynis auditing tool
- Tiger security tool
- havp
- Инструменты социальной инженерии
- Wireshark
- jSQL Injection
- Hydra
- LKRG Linux Kernel Runtime Guard
- out-of-tree
- Инструменты обратной разработки
- Инструменты судебной экспертизы, такие как Binwalk, Foremost, Volatility и т. д.

## История релизов
| Релиз                            | Дата             |
| -------------------------------- | ---------------- |
| Kali Linux 1.0 (На базе Debian.) | 13 марта 2013    |
| Kali Linux 1.0.1                 | 14 марта 2013    |
| Kali Linux 1.0.2                 | 27 марта 2013    |
| Kali Linux 1.0.3                 | 26 апреля 2013   |
| Kali Linux 1.0.4                 | 25 июля 2013     |
| Kali Linux 1.0.5                 | 5 сентября 2013  |
| Kali Linux 1.0.6                 | 9 января 2014    |
| Kali Linux 1.0.7                 | 27 мая 2014      |
| Kali Linux 1.0.8                 | 22 июля 2014     |
| Kali Linux 1.0.9                 | 25 августа 2014  |
| Kali Linux 1.0.9a                | 6 октября 2014   |
| Kali Linux 1.1.0                 | 9 февраля 2015   |
| Kali Linux 1.1.0a                | 13 марта 2015    |
| Kali Linux 2.0                   | 11 августа 2015  |
| Kali Linux 2016.1                | 21 января 2016   |
| Kali Linux 2016.2                | 31 августа 2016  |
| Kali Linux 2017.1                | 25 апреля 2017   |
| Kali Linux 2017.2                | 20 сентября 2017 |
| Kali Linux 2017.3                | 21 ноября 2017   |
| Kali Linux 2018.1                | 6 февраля 2018   |
| Kali Linux 2018.2                | 30 апреля 2018   |
| Kali Linux 2018.3                | 27 августа 2018  |
| Kali Linux 2018.4                | 29 октября 2018  |
| Kali Linux 2019.1                | 18 февраля 2019  |
| Kali Linux 2019.1a               | 4 марта 2019     |
| Kali Linux 2019.2                | 21 мая 2019      |
| Kali Linux 2019.3                | 2 сентября 2019  |
| Kali Linux 2019.4                | 26 ноября 2019   |
| Kali Linux 2020.1                | 28 января 2020   |
| Kali Linux 2020.1a               | 13 февраля 2020  |
| Kali Linux 2020.1b               | 18 марта 2020    |
| Kali Linux 2020.2                | 12 мая 2020      |
| Kali Linux 2020.3                | 18 августа 2020  |
| Kali Linux 2020.4                | 18 ноября 2020   |
| Kali Linux 2021.1                | 24 февраля 2021  |
| Kali Linux 2021.2                | 1 июня 2021      |
| Kali Linux 2021.3                | 14 сентября 2021 |
| Kali Linux 2021.3a               | 21 октября 2021  |
| Kali Linux 2021.4                | 9 Декабря 2021   |
| Kali Linux 2021.4a               | 23 декабря 2021  |
| Kali Linux 2022.1                | 14 февраля 2022  |
| Kali Linux 2022.2                | 16 мая 2022      |
| Kali Linux 2022.3                | 9 августа 2022   |
| Kali Linux 2022.4                | 6 декабря 2022   |
| Kali Linux 2023.1                | 13 марта 2023    |
| Kali Linux 2023.2                | 30 мая 2023      |
| Kali Linux 2023.2a               | 6 июня 2023      |
| Kali Linux 2023.3                | 23 августа 2023  |
| Kali Linux 2023.4                | 5 декабря 2023   |
| Kali Linux 2024.1                | 28 февраля 2024  |
| Kali Linux 2024.2                | 5 июня 2024      |
| Kali Linux 2024.3                | 11 сентября 2024 |
| Kali Linux 2024.4                | 16 декабря 2024  |
| Kali Linux 2025.1                | 19 марта 2025    |
| Kali Linux 2025.1c               | 28 апреля 2025   |